# Andalhualá
Andalhuala es una localidad del Departamento Santa María en la provincia argentina de Catamarca; a unos 25 km de la ciudad de Santa María.

## Población
Según los datos del censo nacional 2010, Andalhuala tiene una población de 241 habitantes, 115 son mujeres (47,7% ) y 126 varones (52,3 %). 

## Escuela
La escuela N.º 291 cuenta con un gran edificio muy bien conservado, posee siete aulas, galería, patio y un invernadero donde los alumnos siembran verduras en invierno.

## Sismicidad
La sismicidad de la región de Catamarca es frecuente y de intensidad baja, y un silencio sísmico de terremotos medios a graves cada 30 años en áreas aleatorias. Sus últimas expresiones se produjeron:
- 21 de marzo de 1892 (132 años), a las 1.45 UTC-3 con 6,0 Richter; como en toda localidad sísmica, aún con un silencio sísmico corto, se olvida la historia de otros movimientos sísmicos regionales (terremoto de Recreo de 1892)
- 21 de octubre de 1966 (58 años), a las 12.39 UTC-3 con 5,0 Richter
- 3 de noviembre de 1973 (51 años), a las 14.17 UTC-3 con 5,8 Richter: además de la gravedad física del fenómeno se unió el olvido de la población a estos eventos recurrentes
- 7 de septiembre de 2004 (20 años), a las 8.53 UTC-3, con una magnitud aproximadamente de 6,5 en la escala de Richter (terremoto de Catamarca de 2004)[1]